# Rat uživo
Rat uživo é um filme de drama sérvio de 2000 dirigido e escrito por Darko Bajić. Foi selecionado como representante da Sérvia à edição do Oscar 2001, organizada pela Academia de Artes e Ciências Cinematográficas.